# فليش والون للسيدات 2020
فليش والون للسيدات 2020 (بالفرنسية: Flèche wallonne féminine 2020)‏ هو سباق دراجات هوائية، وهو الموسم رقم 23 من السباق، وأقيم في 30 سبتمبر 2020، وامتدّ لمسافة 124 كيلومتر، وهو أحد سباقات طواف العالم للدراجات للسيدات 2020، وقد شارك في السباق  133 متسابقاً ووصل إلى نهايته  104 متسابقاً.
فاز فيه بالمركز الأول  أنا فان دير بريغين، وبالمركز الثاني  سيسيلي أوتوب لودفيغ، وبالمركز الثالث  ديمي فوليرينغ.

## الفرق
| فرق سيدات عالمية (8)- يو أي أيه تيم ‏ - كانيون إس آر إيه إم راسينغ 2020 ‏ - ليف ريسينغ ‏ - FDJ–Suez ‏ - Liv AlUla Jayco ‏ - موفيستار للسيدات ‏ - فريق سنويب للسيدات 2020 ‏ - Lidl–Trek (women's team) ‏ فرق دراجات قارية سيدات (16)- اركيا للسيدات 2020 ‏ - Aromitalia–Basso Bikes–Vaiano ‏ - أيه آر مونكس برو سيكلينج للسيدات ‏ - Équipe Paule Ka ‏ - إس دي وركس ‏ - Ceratizit Pro Cycling ‏ - شارينت ماريتايم سيلينج للسيدات ‏ - بنجوال شوفالمير ‏ - Ciclotel ‏ - فريق كوجياس ميتلر لوك برو للدراجات 2020 ‏ - دولتشيني فان إيك سبورت 2020 ‏ - لوتو سودال للسيدات 2020 ‏ - ماسي تكتيك تيم للسيدات ‏ - باركهوتل فالكنبورغ 2020 ‏ - EF Education–Tibco–SVB ‏ - فالكار ترافل آند سيرفس 2020 ‏ |  |
| |  |

## المشاركون
| إس دي وركس ‏ DLT | إس دي وركس ‏ DLT             | إس دي وركس ‏ DLT |
| --------------- | --------------------------- | --------------- |
| م               | عداء                        | مرتبة           |
| 1               | أنا فان دير بريغين (طريق)   | 1               |
| 2               | إيفا بورمان                 | 75              |
| 3               | كارول آن كانويل (طريق)      | 53              |
| 4               | كريستين ماجروس (طريق)       | 45              |
| 5               | ايمي بيترز                  | 19              |
| 7               | Chantal van den Broek-Blaak | 21              |

| Liv AlUla Jayco ‏ MTS | Liv AlUla Jayco ‏ MTS | Liv AlUla Jayco ‏ MTS |
| -------------------- | -------------------- | -------------------- |
| م                    | عداء                 | مرتبة                |
| 12                   | جيسيكا ألين          | 101                  |
| 13                   | غريس براون           | 13                   |
| 14                   | يانيكي إنسينغ        | 104                  |
| 15                   | لوسي كينيدي          | 14                   |
| 16                   | جورجيا وليامز        | 68                   |

| ليف ريسينغ ‏ CCC | ليف ريسينغ ‏ CCC       | ليف ريسينغ ‏ CCC |
| --------------- | --------------------- | --------------- |
| م               | عداء                  | مرتبة           |
| 21              | ماريان فوس            | 9               |
| 22              | صوفيا بيرتيزولو       | 84              |
| 23              | آشلي مولمان (طريق)    | 6               |
| 24              | ثريا بالادين          | 86              |
| 25              | Pauliena Rooijakkers ‏ | 29              |
| 26              | Sabrina Stultiens ‏    | 32              |

| باركهوتل فالكنبورغ ‏ PHV | باركهوتل فالكنبورغ ‏ PHV | باركهوتل فالكنبورغ ‏ PHV |
| ----------------------- | ----------------------- | ----------------------- |
| م                       | عداء                    | مرتبة                   |
| 31                      | ديمي فوليرينغ           | 3                       |
| 32                      | Nina Buijsman ‏          | 77                      |
| 33                      | أنوسكا كوستر            | 27                      |
| 34                      | حنا نيلسون              | 36                      |
| 35                      | Karlijn Swinkels ‏       | 63                      |
| 36                      | Nancy van der Burg ‏     | 23                      |

| كانيون–إس آر إيه إم ‏ CSR | كانيون–إس آر إيه إم ‏ CSR | كانيون–إس آر إيه إم ‏ CSR |
| ------------------------ | ------------------------ | ------------------------ |
| م                        | عداء                     | مرتبة                    |
| 41                       | كاتارزينا نيفيادوما      | 10                       |
| 43                       | هانا بارنز               | 20                       |
| 44                       | إيلينا سيتشيني           | 47                       |
| 45                       | تيفاني كرومويل           | 39                       |
| 46                       | الكسيس ريان              | 87                       |
| 48                       | Omer Shapira ‏ (طريق)     | 49                       |

| Lidl–Trek (women's team) ‏ TFS | Lidl–Trek (women's team) ‏ TFS | Lidl–Trek (women's team) ‏ TFS |
| ----------------------------- | ----------------------------- | ----------------------------- |
| م                             | عداء                          | مرتبة                         |
| 51                            | Lizzie Deignan                | 4                             |
| 52                            | Audrey Cordon-Ragot (طريق)    | 37                            |
| 53                            | إليسا ونغو بورغيني            | 5                             |
| 54                            | Anna Plichta ‏                 | لم يكمل السباق                |
| 55                            | تايلر وايلز                   | لم يكمل السباق                |
| 56                            | روث ويندر (طريق)              | 31                            |

| FDJ–Suez ‏ FDJ | FDJ–Suez ‏ FDJ       | FDJ–Suez ‏ FDJ |
| ------------- | ------------------- | ------------- |
| م             | عداء                | مرتبة         |
| 61            | سيسيلي أوتوب لودفيغ | 2             |
| 62            | برودي شابمان        | 48            |
| 63            | أوجيني دوفال        | 79            |
| 64            | Victorie Guilman ‏   | 70            |
| 65            | Évita Muzic ‏        | 56            |
| 66            | جادي فيل            | 78            |

| فريق سنويب للسيدات ‏ SUN | فريق سنويب للسيدات ‏ SUN | فريق سنويب للسيدات ‏ SUN |
| ----------------------- | ----------------------- | ----------------------- |
| م                       | عداء                    | مرتبة                   |
| 71                      | ليان ليبرت              | 8                       |
| 72                      | أليسون جاكسون           | 40                      |
| 73                      | ليا كيرشمان             | 44                      |
| 74                      | جولييت لابوس            | 22                      |
| 75                      | فلورتجي ماكايج          | 18                      |
| 76                      | Wilma Olausson ‏         | 91                      |

| يو أي أيه تيم ‏ ALE | يو أي أيه تيم ‏ ALE              | يو أي أيه تيم ‏ ALE |
| ------------------ | ------------------------------- | ------------------ |
| م                  | عداء                            | مرتبة              |
| 81                 | مارغريتا فيكتوريا غارسيا (طريق) | 38                 |
| 82                 | يوجينة بوجاك                    | 34                 |
| 83                 | Anastasia Chursina              | 16                 |
| 84                 | تاتيانا جوديرزو                 | 85                 |
| 85                 | Urša Pintar ‏ (طريق)             | 25                 |
| 86                 | Eri Yonamine ‏ (طريق)            | 50                 |

| موفيستار للسيدات ‏ MOV | موفيستار للسيدات ‏ MOV         | موفيستار للسيدات ‏ MOV |
| --------------------- | ----------------------------- | --------------------- |
| م                     | عداء                          | مرتبة                 |
| 91                    | Katrine Aalerud ‏              | 11                    |
| 93                    | Jelena Erić (cyclist) ‏ (طريق) | 28                    |
| 94                    | أليسيا غونزاليس بلانكو        | 93                    |
| 95                    | Paula Patiño ‏                 | 41                    |
| 96                    | غلوريا رودريغيز               | 51                    |
| 98                    | Lourdes Oyarbide ‏             | 99                    |

| Ceratizit Pro Cycling ‏ WNT | Ceratizit Pro Cycling ‏ WNT | Ceratizit Pro Cycling ‏ WNT |
| -------------------------- | -------------------------- | -------------------------- |
| م                          | عداء                       | مرتبة                      |
| 101                        | إيريكا ماجندي              | 42                         |
| 102                        | Laura Asencio ‏             | 89                         |
| 103                        | Kathrin Hammes ‏            | 66                         |
| 104                        | Julie Norman Leth ‏         | 83                         |
| 105                        | Sarah Rijkes ‏              | 69                         |
| 106                        | Lara Vieceli ‏              | 73                         |

| فالكار سيلانس ‏ VAL | فالكار سيلانس ‏ VAL     | فالكار سيلانس ‏ VAL |
| ------------------ | ---------------------- | ------------------ |
| م                  | عداء                   | مرتبة              |
| 111                | مارتا كافالي           | 17                 |
| 112                | إليسا بالسامو          | 46                 |
| 113                | Vittoria Guazzini ‏     | 88                 |
| 115                | Federica Piergiovanni ‏ | لم يكمل السباق     |
| 116                | Silvia Pollicini ‏      | 102                |

| Équipe Paule Ka ‏ EPK | Équipe Paule Ka ‏ EPK       | Équipe Paule Ka ‏ EPK |
| -------------------- | -------------------------- | -------------------- |
| م                    | عداء                       | مرتبة                |
| 121                  | Mikayla Harvey ‏            | 7                    |
| 122                  | Elise Chabbey ‏             | 24                   |
| 123                  | Niamh Fisher-Black ‏ (طريق) | 12                   |
| 124                  | Nikola Nosková ‏            | 52                   |

| لوتو بيليسول للسيدات ‏ LSL | لوتو بيليسول للسيدات ‏ LSL | لوتو بيليسول للسيدات ‏ LSL |
| ------------------------- | ------------------------- | ------------------------- |
| م                         | عداء                      | مرتبة                     |
| 131                       | Julie Van de Velde ‏       | لم يكمل السباق            |
| 132                       | Teuntje Beekhuis ‏         | 43                        |
| 135                       | Lone Meertens ‏            | 97                        |
| 136                       | Jesse Vandenbulcke ‏       | لم يكمل السباق            |

| فريق كوجياس ميتلر لوك برو للدراجات ‏ CGS | فريق كوجياس ميتلر لوك برو للدراجات ‏ CGS | فريق كوجياس ميتلر لوك برو للدراجات ‏ CGS |
| --------------------------------------- | --------------------------------------- | --------------------------------------- |
| م                                       | عداء                                    | مرتبة                                   |
| 141                                     | Maria Novolodskaya ‏                     | 58                                      |
| 142                                     | Annabel Fisher ‏                         | لم يكمل السباق                          |
| 143                                     | Iuliia Galimullina ‏                     | 94                                      |
| 144                                     | Aigul Gareeva ‏                          | 57                                      |
| 146                                     | Noemi Rüegg ‏                            | لم يكمل السباق                          |
| 147                                     | ديانا كليموفا (طريق)                    | 59                                      |

| أيه آر مونكس برو سيكلينج للسيدات ‏ ASA | أيه آر مونكس برو سيكلينج للسيدات ‏ ASA | أيه آر مونكس برو سيكلينج للسيدات ‏ ASA |
| ------------------------------------- | ------------------------------------- | ------------------------------------- |
| م                                     | عداء                                  | مرتبة                                 |
| 151                                   | ليساندرا غيرا                         | 35                                    |
| 153                                   | ليليانا مورينو                        | لم يكمل السباق                        |
| 155                                   | Katia Ragusa ‏                         | 30                                    |
| 156                                   | Olga Shekel ‏                          | لم يكمل السباق                        |

| EF Education–Tibco–SVB ‏ TIB | EF Education–Tibco–SVB ‏ TIB | EF Education–Tibco–SVB ‏ TIB |
| --------------------------- | --------------------------- | --------------------------- |
| م                           | عداء                        | مرتبة                       |
| 161                         | لورين ستيفنز                | 15                          |
| 162                         | ليا ديكسون ‏                 | 80                          |
| 163                         | كريستين فولكنر              | 33                          |
| 164                         | نينا كيسلر                  | 71                          |
| 165                         | Sharlotte Lucas ‏ (طريق)     | 81                          |
| 166                         | Shannon Malseed ‏            | لم يكمل السباق              |

| دولتشيني فان إيك بروكسيموس ‏ DVE | دولتشيني فان إيك بروكسيموس ‏ DVE | دولتشيني فان إيك بروكسيموس ‏ DVE |
| ------------------------------- | ------------------------------- | ------------------------------- |
| م                               | عداء                            | مرتبة                           |
| 171                             | Nicole Hanselmann ‏              | لم يكمل السباق                  |
| 172                             | Mieke Docx ‏                     | 96                              |
| 173                             | Kathrin Schweinberger ‏ (طريق)   | لم يكمل السباق                  |
| 174                             | Christina Schweinberger ‏        | 74                              |
| 175                             | Nicole Steigenga ‏               | 67                              |
| 176                             | Marieke de Groot ‏               | لم يكمل السباق                  |

| Aromitalia–Basso Bikes–Vaiano ‏ VAI | Aromitalia–Basso Bikes–Vaiano ‏ VAI | Aromitalia–Basso Bikes–Vaiano ‏ VAI |
| ---------------------------------- | ---------------------------------- | ---------------------------------- |
| م                                  | عداء                               | مرتبة                              |
| 181                                | راسا ليليفيتو                      | 55                                 |
| 182                                | Letizia Borghesi ‏                  | 90                                 |
| 183                                | Anastasia Carbonari ‏               | لم يكمل السباق                     |
| 184                                | Carmela Cipriani ‏                  | 54                                 |
| 185                                | Sofia Collinelli ‏                  | لم يكمل السباق                     |
| 186                                | Giulia Marchesini ‏                 | لم يكمل السباق                     |

| اركيا للسيدات ‏ ARK | اركيا للسيدات ‏ ARK | اركيا للسيدات ‏ ARK |
| ------------------ | ------------------ | ------------------ |
| م                  | عداء               | مرتبة              |
| 191                | Sandra Levenez ‏    | 26                 |
| 192                | Coralie Houdin‏     | 82                 |
| 193                | Lucie Jounier ‏     | لم يكمل السباق     |
| 194                | Typhaine Laurance ‏ | 64                 |
| 195                | Anaïs Morichon ‏    | لم يكمل السباق     |
| 196                | غلاديس فيرهلست ‏    | 65                 |

| Ciclotel ‏ CTL | Ciclotel ‏ CTL       | Ciclotel ‏ CTL  |
| ------------- | ------------------- | -------------- |
| م             | عداء                | مرتبة          |
| 201           | Olha Kulynych ‏      | 103            |
| 202           | Kim de Baat ‏        | لم يكمل السباق |
| 203           | Valeriya Kononenko ‏ | 61             |
| 204           | أليس شارب (طريق)    | 98             |
| 205           | Sara Van de Vel ‏    | 60             |
| 206           | كيرستي فان هافتن    | لم يكمل السباق |

| بنجوال شوفالمير ‏ CCT | بنجوال شوفالمير ‏ CCT | بنجوال شوفالمير ‏ CCT |
| -------------------- | -------------------- | -------------------- |
| م                    | عداء                 | مرتبة                |
| 211                  | روسيلا راتو          | 76                   |
| 212                  | ثاليتا دي جونج       | لم يكمل السباق       |
| 215                  | Puck Moonen ‏         | لم يكمل السباق       |
| 216                  | كيلي فان دن ستين     | 95                   |

| شارينت ماريتايم سيلينج للسيدات ‏ CMW | شارينت ماريتايم سيلينج للسيدات ‏ CMW | شارينت ماريتايم سيلينج للسيدات ‏ CMW |
| ----------------------------------- | ----------------------------------- | ----------------------------------- |
| م                                   | عداء                                | مرتبة                               |
| 221                                 | Coralie Demay ‏                      | لم يكمل السباق                      |
| 222                                 | Noémie Abgrall ‏                     | 92                                  |
| 223                                 | Alice Coutinho ‏                     | لم يكمل السباق                      |
| 224                                 | India Grangier ‏                     | 72                                  |
| 225                                 | Manon Souyris ‏                      | 62                                  |

| ماسي تكتيك تيم للسيدات ‏ MAT | ماسي تكتيك تيم للسيدات ‏ MAT | ماسي تكتيك تيم للسيدات ‏ MAT |
| --------------------------- | --------------------------- | --------------------------- |
| م                           | عداء                        | مرتبة                       |
| 231                         | Mireia Benito ‏              | لم يكمل السباق              |
| 232                         | Isabel Martín ‏              | لم يكمل السباق              |
| 233                         | Martina Moreno Monteys‏      | لم يكمل السباق              |
| 234                         | Nerea Nuno Iglesias‏         | لم يكمل السباق              |
| 235                         | Gabrielle Pilote Fortin ‏    | لم يكمل السباق              |
| 236                         | Mireia Trias ‏               | 100                         |

| إس دي وركس ‏ DLT | إس دي وركس ‏ DLT             | إس دي وركس ‏ DLT |
| --------------- | --------------------------- | --------------- |
| م               | عداء                        | مرتبة           |
| 1               | أنا فان دير بريغين (طريق)   | 1               |
| 2               | إيفا بورمان                 | 75              |
| 3               | كارول آن كانويل (طريق)      | 53              |
| 4               | كريستين ماجروس (طريق)       | 45              |
| 5               | ايمي بيترز                  | 19              |
| 7               | Chantal van den Broek-Blaak | 21              |

| Liv AlUla Jayco ‏ MTS | Liv AlUla Jayco ‏ MTS | Liv AlUla Jayco ‏ MTS |
| -------------------- | -------------------- | -------------------- |
| م                    | عداء                 | مرتبة                |
| 12                   | جيسيكا ألين          | 101                  |
| 13                   | غريس براون           | 13                   |
| 14                   | يانيكي إنسينغ        | 104                  |
| 15                   | لوسي كينيدي          | 14                   |
| 16                   | جورجيا وليامز        | 68                   |

| ليف ريسينغ ‏ CCC | ليف ريسينغ ‏ CCC       | ليف ريسينغ ‏ CCC |
| --------------- | --------------------- | --------------- |
| م               | عداء                  | مرتبة           |
| 21              | ماريان فوس            | 9               |
| 22              | صوفيا بيرتيزولو       | 84              |
| 23              | آشلي مولمان (طريق)    | 6               |
| 24              | ثريا بالادين          | 86              |
| 25              | Pauliena Rooijakkers ‏ | 29              |
| 26              | Sabrina Stultiens ‏    | 32              |

| باركهوتل فالكنبورغ ‏ PHV | باركهوتل فالكنبورغ ‏ PHV | باركهوتل فالكنبورغ ‏ PHV |
| ----------------------- | ----------------------- | ----------------------- |
| م                       | عداء                    | مرتبة                   |
| 31                      | ديمي فوليرينغ           | 3                       |
| 32                      | Nina Buijsman ‏          | 77                      |
| 33                      | أنوسكا كوستر            | 27                      |
| 34                      | حنا نيلسون              | 36                      |
| 35                      | Karlijn Swinkels ‏       | 63                      |
| 36                      | Nancy van der Burg ‏     | 23                      |

| كانيون–إس آر إيه إم ‏ CSR | كانيون–إس آر إيه إم ‏ CSR | كانيون–إس آر إيه إم ‏ CSR |
| ------------------------ | ------------------------ | ------------------------ |
| م                        | عداء                     | مرتبة                    |
| 41                       | كاتارزينا نيفيادوما      | 10                       |
| 43                       | هانا بارنز               | 20                       |
| 44                       | إيلينا سيتشيني           | 47                       |
| 45                       | تيفاني كرومويل           | 39                       |
| 46                       | الكسيس ريان              | 87                       |
| 48                       | Omer Shapira ‏ (طريق)     | 49                       |

| Lidl–Trek (women's team) ‏ TFS | Lidl–Trek (women's team) ‏ TFS | Lidl–Trek (women's team) ‏ TFS |
| ----------------------------- | ----------------------------- | ----------------------------- |
| م                             | عداء                          | مرتبة                         |
| 51                            | Lizzie Deignan                | 4                             |
| 52                            | Audrey Cordon-Ragot (طريق)    | 37                            |
| 53                            | إليسا ونغو بورغيني            | 5                             |
| 54                            | Anna Plichta ‏                 | لم يكمل السباق                |
| 55                            | تايلر وايلز                   | لم يكمل السباق                |
| 56                            | روث ويندر (طريق)              | 31                            |

| FDJ–Suez ‏ FDJ | FDJ–Suez ‏ FDJ       | FDJ–Suez ‏ FDJ |
| ------------- | ------------------- | ------------- |
| م             | عداء                | مرتبة         |
| 61            | سيسيلي أوتوب لودفيغ | 2             |
| 62            | برودي شابمان        | 48            |
| 63            | أوجيني دوفال        | 79            |
| 64            | Victorie Guilman ‏   | 70            |
| 65            | Évita Muzic ‏        | 56            |
| 66            | جادي فيل            | 78            |

| فريق سنويب للسيدات ‏ SUN | فريق سنويب للسيدات ‏ SUN | فريق سنويب للسيدات ‏ SUN |
| ----------------------- | ----------------------- | ----------------------- |
| م                       | عداء                    | مرتبة                   |
| 71                      | ليان ليبرت              | 8                       |
| 72                      | أليسون جاكسون           | 40                      |
| 73                      | ليا كيرشمان             | 44                      |
| 74                      | جولييت لابوس            | 22                      |
| 75                      | فلورتجي ماكايج          | 18                      |
| 76                      | Wilma Olausson ‏         | 91                      |

| يو أي أيه تيم ‏ ALE | يو أي أيه تيم ‏ ALE              | يو أي أيه تيم ‏ ALE |
| ------------------ | ------------------------------- | ------------------ |
| م                  | عداء                            | مرتبة              |
| 81                 | مارغريتا فيكتوريا غارسيا (طريق) | 38                 |
| 82                 | يوجينة بوجاك                    | 34                 |
| 83                 | Anastasia Chursina              | 16                 |
| 84                 | تاتيانا جوديرزو                 | 85                 |
| 85                 | Urša Pintar ‏ (طريق)             | 25                 |
| 86                 | Eri Yonamine ‏ (طريق)            | 50                 |

| موفيستار للسيدات ‏ MOV | موفيستار للسيدات ‏ MOV         | موفيستار للسيدات ‏ MOV |
| --------------------- | ----------------------------- | --------------------- |
| م                     | عداء                          | مرتبة                 |
| 91                    | Katrine Aalerud ‏              | 11                    |
| 93                    | Jelena Erić (cyclist) ‏ (طريق) | 28                    |
| 94                    | أليسيا غونزاليس بلانكو        | 93                    |
| 95                    | Paula Patiño ‏                 | 41                    |
| 96                    | غلوريا رودريغيز               | 51                    |
| 98                    | Lourdes Oyarbide ‏             | 99                    |

| Ceratizit Pro Cycling ‏ WNT | Ceratizit Pro Cycling ‏ WNT | Ceratizit Pro Cycling ‏ WNT |
| -------------------------- | -------------------------- | -------------------------- |
| م                          | عداء                       | مرتبة                      |
| 101                        | إيريكا ماجندي              | 42                         |
| 102                        | Laura Asencio ‏             | 89                         |
| 103                        | Kathrin Hammes ‏            | 66                         |
| 104                        | Julie Norman Leth ‏         | 83                         |
| 105                        | Sarah Rijkes ‏              | 69                         |
| 106                        | Lara Vieceli ‏              | 73                         |

| فالكار سيلانس ‏ VAL | فالكار سيلانس ‏ VAL     | فالكار سيلانس ‏ VAL |
| ------------------ | ---------------------- | ------------------ |
| م                  | عداء                   | مرتبة              |
| 111                | مارتا كافالي           | 17                 |
| 112                | إليسا بالسامو          | 46                 |
| 113                | Vittoria Guazzini ‏     | 88                 |
| 115                | Federica Piergiovanni ‏ | لم يكمل السباق     |
| 116                | Silvia Pollicini ‏      | 102                |

| Équipe Paule Ka ‏ EPK | Équipe Paule Ka ‏ EPK       | Équipe Paule Ka ‏ EPK |
| -------------------- | -------------------------- | -------------------- |
| م                    | عداء                       | مرتبة                |
| 121                  | Mikayla Harvey ‏            | 7                    |
| 122                  | Elise Chabbey ‏             | 24                   |
| 123                  | Niamh Fisher-Black ‏ (طريق) | 12                   |
| 124                  | Nikola Nosková ‏            | 52                   |

| لوتو بيليسول للسيدات ‏ LSL | لوتو بيليسول للسيدات ‏ LSL | لوتو بيليسول للسيدات ‏ LSL |
| ------------------------- | ------------------------- | ------------------------- |
| م                         | عداء                      | مرتبة                     |
| 131                       | Julie Van de Velde ‏       | لم يكمل السباق            |
| 132                       | Teuntje Beekhuis ‏         | 43                        |
| 135                       | Lone Meertens ‏            | 97                        |
| 136                       | Jesse Vandenbulcke ‏       | لم يكمل السباق            |

| فريق كوجياس ميتلر لوك برو للدراجات ‏ CGS | فريق كوجياس ميتلر لوك برو للدراجات ‏ CGS | فريق كوجياس ميتلر لوك برو للدراجات ‏ CGS |
| --------------------------------------- | --------------------------------------- | --------------------------------------- |
| م                                       | عداء                                    | مرتبة                                   |
| 141                                     | Maria Novolodskaya ‏                     | 58                                      |
| 142                                     | Annabel Fisher ‏                         | لم يكمل السباق                          |
| 143                                     | Iuliia Galimullina ‏                     | 94                                      |
| 144                                     | Aigul Gareeva ‏                          | 57                                      |
| 146                                     | Noemi Rüegg ‏                            | لم يكمل السباق                          |
| 147                                     | ديانا كليموفا (طريق)                    | 59                                      |

| أيه آر مونكس برو سيكلينج للسيدات ‏ ASA | أيه آر مونكس برو سيكلينج للسيدات ‏ ASA | أيه آر مونكس برو سيكلينج للسيدات ‏ ASA |
| ------------------------------------- | ------------------------------------- | ------------------------------------- |
| م                                     | عداء                                  | مرتبة                                 |
| 151                                   | ليساندرا غيرا                         | 35                                    |
| 153                                   | ليليانا مورينو                        | لم يكمل السباق                        |
| 155                                   | Katia Ragusa ‏                         | 30                                    |
| 156                                   | Olga Shekel ‏                          | لم يكمل السباق                        |

| EF Education–Tibco–SVB ‏ TIB | EF Education–Tibco–SVB ‏ TIB | EF Education–Tibco–SVB ‏ TIB |
| --------------------------- | --------------------------- | --------------------------- |
| م                           | عداء                        | مرتبة                       |
| 161                         | لورين ستيفنز                | 15                          |
| 162                         | ليا ديكسون ‏                 | 80                          |
| 163                         | كريستين فولكنر              | 33                          |
| 164                         | نينا كيسلر                  | 71                          |
| 165                         | Sharlotte Lucas ‏ (طريق)     | 81                          |
| 166                         | Shannon Malseed ‏            | لم يكمل السباق              |

| دولتشيني فان إيك بروكسيموس ‏ DVE | دولتشيني فان إيك بروكسيموس ‏ DVE | دولتشيني فان إيك بروكسيموس ‏ DVE |
| ------------------------------- | ------------------------------- | ------------------------------- |
| م                               | عداء                            | مرتبة                           |
| 171                             | Nicole Hanselmann ‏              | لم يكمل السباق                  |
| 172                             | Mieke Docx ‏                     | 96                              |
| 173                             | Kathrin Schweinberger ‏ (طريق)   | لم يكمل السباق                  |
| 174                             | Christina Schweinberger ‏        | 74                              |
| 175                             | Nicole Steigenga ‏               | 67                              |
| 176                             | Marieke de Groot ‏               | لم يكمل السباق                  |

| Aromitalia–Basso Bikes–Vaiano ‏ VAI | Aromitalia–Basso Bikes–Vaiano ‏ VAI | Aromitalia–Basso Bikes–Vaiano ‏ VAI |
| ---------------------------------- | ---------------------------------- | ---------------------------------- |
| م                                  | عداء                               | مرتبة                              |
| 181                                | راسا ليليفيتو                      | 55                                 |
| 182                                | Letizia Borghesi ‏                  | 90                                 |
| 183                                | Anastasia Carbonari ‏               | لم يكمل السباق                     |
| 184                                | Carmela Cipriani ‏                  | 54                                 |
| 185                                | Sofia Collinelli ‏                  | لم يكمل السباق                     |
| 186                                | Giulia Marchesini ‏                 | لم يكمل السباق                     |

| اركيا للسيدات ‏ ARK | اركيا للسيدات ‏ ARK | اركيا للسيدات ‏ ARK |
| ------------------ | ------------------ | ------------------ |
| م                  | عداء               | مرتبة              |
| 191                | Sandra Levenez ‏    | 26                 |
| 192                | Coralie Houdin‏     | 82                 |
| 193                | Lucie Jounier ‏     | لم يكمل السباق     |
| 194                | Typhaine Laurance ‏ | 64                 |
| 195                | Anaïs Morichon ‏    | لم يكمل السباق     |
| 196                | غلاديس فيرهلست ‏    | 65                 |

| Ciclotel ‏ CTL | Ciclotel ‏ CTL       | Ciclotel ‏ CTL  |
| ------------- | ------------------- | -------------- |
| م             | عداء                | مرتبة          |
| 201           | Olha Kulynych ‏      | 103            |
| 202           | Kim de Baat ‏        | لم يكمل السباق |
| 203           | Valeriya Kononenko ‏ | 61             |
| 204           | أليس شارب (طريق)    | 98             |
| 205           | Sara Van de Vel ‏    | 60             |
| 206           | كيرستي فان هافتن    | لم يكمل السباق |

| بنجوال شوفالمير ‏ CCT | بنجوال شوفالمير ‏ CCT | بنجوال شوفالمير ‏ CCT |
| -------------------- | -------------------- | -------------------- |
| م                    | عداء                 | مرتبة                |
| 211                  | روسيلا راتو          | 76                   |
| 212                  | ثاليتا دي جونج       | لم يكمل السباق       |
| 215                  | Puck Moonen ‏         | لم يكمل السباق       |
| 216                  | كيلي فان دن ستين     | 95                   |

| شارينت ماريتايم سيلينج للسيدات ‏ CMW | شارينت ماريتايم سيلينج للسيدات ‏ CMW | شارينت ماريتايم سيلينج للسيدات ‏ CMW |
| ----------------------------------- | ----------------------------------- | ----------------------------------- |
| م                                   | عداء                                | مرتبة                               |
| 221                                 | Coralie Demay ‏                      | لم يكمل السباق                      |
| 222                                 | Noémie Abgrall ‏                     | 92                                  |
| 223                                 | Alice Coutinho ‏                     | لم يكمل السباق                      |
| 224                                 | India Grangier ‏                     | 72                                  |
| 225                                 | Manon Souyris ‏                      | 62                                  |

| ماسي تكتيك تيم للسيدات ‏ MAT | ماسي تكتيك تيم للسيدات ‏ MAT | ماسي تكتيك تيم للسيدات ‏ MAT |
| --------------------------- | --------------------------- | --------------------------- |
| م                           | عداء                        | مرتبة                       |
| 231                         | Mireia Benito ‏              | لم يكمل السباق              |
| 232                         | Isabel Martín ‏              | لم يكمل السباق              |
| 233                         | Martina Moreno Monteys‏      | لم يكمل السباق              |
| 234                         | Nerea Nuno Iglesias‏         | لم يكمل السباق              |
| 235                         | Gabrielle Pilote Fortin ‏    | لم يكمل السباق              |
| 236                         | Mireia Trias ‏               | 100                         |

## التصنيف العام النهائي
| \| التصنيف العام \| التصنيف العام \| التصنيف العام \| التصنيف العام \| التصنيف العام \| \| المتسابقة \| المتسابقة \| الفريق \| الوقت \| \| \| ------------- \| --------------------------- \| ------------------------------------- \| ------------- \| ------------- \| \| 1 \| أنا فان دير بريغين \| إس دي وركس [الإنجليزية]‏ \| 3 س 17 د 28 ث \| \| \| 2 \| سيسيلي أوتوب لودفيغ \| FDJ–Suez [الإنجليزية]‏ \| + 2 ث \| \| \| 3 \| ديمي فوليرينغ \| باركهوتل فالكنبورغ [الإنجليزية]‏ \| + 6 ث \| \| \| 4 \| Lizzie Deignan \| Lidl–Trek (women's team) [الإنجليزية]‏ \| + 11 ث \| \| \| 5 \| إليسا ونغو بورغيني \| Lidl–Trek (women's team) [الإنجليزية]‏ \| + 11 ث \| \| \| 6 \| آشلي مولمان \| ليف ريسينغ [الإنجليزية]‏ \| + 11 ث \| \| \| 7 \| Mikayla Harvey [الإنجليزية]‏ \| Équipe Paule Ka [الإنجليزية]‏ \| + 11 ث \| \| \| 8 \| ليان ليبرت \| فريق سنويب للسيدات [الإنجليزية]‏ \| + 18 ث \| \| \| 9 \| ماريان فوس \| ليف ريسينغ [الإنجليزية]‏ \| + 22 ث \| \| \| 10 \| كاتارزينا نيفيادوما \| كانيون–إس آر إيه إم [الإنجليزية]‏ \| + 25 ث \| \| |                     |                           |               |  |
| |                     |                           |               |  |
| مصدر: ProCyclingStats |                     |                           |               |  |
| التصنيف العام |                     |                           |               |  |
| المتسابقة | المتسابقة           | الفريق                    | الوقت         |  |
| 1 | أنا فان دير بريغين  | إس دي وركس ‏               | 3 س 17 د 28 ث |  |
| 2 | سيسيلي أوتوب لودفيغ | FDJ–Suez ‏                 | + 2 ث         |  |
| 3 | ديمي فوليرينغ       | باركهوتل فالكنبورغ ‏       | + 6 ث         |  |
| 4 | Lizzie Deignan      | Lidl–Trek (women's team) ‏ | + 11 ث        |  |
| 5 | إليسا ونغو بورغيني  | Lidl–Trek (women's team) ‏ | + 11 ث        |  |
| 6 | آشلي مولمان         | ليف ريسينغ ‏               | + 11 ث        |  |
| 7 | Mikayla Harvey ‏     | Équipe Paule Ka ‏          | + 11 ث        |  |
| 8 | ليان ليبرت          | فريق سنويب للسيدات ‏       | + 18 ث        |  |
| 9 | ماريان فوس          | ليف ريسينغ ‏               | + 22 ث        |  |
| 10 | كاتارزينا نيفيادوما | كانيون–إس آر إيه إم ‏      | + 25 ث        |  |

### تصنيف النقاط
| \| تصنيف النقاط \| تصنيف النقاط \| تصنيف النقاط \| تصنيف النقاط \| تصنيف النقاط \| \| المتسابقة \| المتسابقة \| الفريق \| النقاط \| \| \| ------------ \| --------------------------- \| ------------------------------------- \| ------------ \| ------------ \| \| 1 \| أنا فان دير بريغين \| إس دي وركس [الإنجليزية]‏ \| 1149 نقطة \| \| \| 2 \| Lizzie Deignan \| Lidl–Trek (women's team) [الإنجليزية]‏ \| 1122 نقطة \| \| \| 3 \| إليسا ونغو بورغيني \| Lidl–Trek (women's team) [الإنجليزية]‏ \| 897 نقطة \| \| \| 4 \| سيسيلي أوتوب لودفيغ \| FDJ–Suez [الإنجليزية]‏ \| 784 نقطة \| \| \| 5 \| ماريان فوس \| ليف ريسينغ [الإنجليزية]‏ \| 754 نقطة \| \| \| 6 \| ليان ليبرت \| فريق سنويب للسيدات [الإنجليزية]‏ \| 746 نقطة \| \| \| 7 \| كاتارزينا نيفيادوما \| كانيون–إس آر إيه إم [الإنجليزية]‏ \| 723 نقطة \| \| \| 8 \| أنيميك فان فليوتن \| Liv AlUla Jayco [الإنجليزية]‏ \| 717 نقطة \| \| \| 9 \| ديمي فوليرينغ \| باركهوتل فالكنبورغ [الإنجليزية]‏ \| 560 نقطة \| \| \| 10 \| Mikayla Harvey [الإنجليزية]‏ \| Équipe Paule Ka [الإنجليزية]‏ \| 485 نقطة \| \| |                     |                           |           |  |
| |                     |                           |           |  |
| مصدر: ProCyclingStats |                     |                           |           |  |
| تصنيف النقاط |                     |                           |           |  |
| المتسابقة | المتسابقة           | الفريق                    | النقاط    |  |
| 1 | أنا فان دير بريغين  | إس دي وركس ‏               | 1149 نقطة |  |
| 2 | Lizzie Deignan      | Lidl–Trek (women's team) ‏ | 1122 نقطة |  |
| 3 | إليسا ونغو بورغيني  | Lidl–Trek (women's team) ‏ | 897 نقطة  |  |
| 4 | سيسيلي أوتوب لودفيغ | FDJ–Suez ‏                 | 784 نقطة  |  |
| 5 | ماريان فوس          | ليف ريسينغ ‏               | 754 نقطة  |  |
| 6 | ليان ليبرت          | فريق سنويب للسيدات ‏       | 746 نقطة  |  |
| 7 | كاتارزينا نيفيادوما | كانيون–إس آر إيه إم ‏      | 723 نقطة  |  |
| 8 | أنيميك فان فليوتن   | Liv AlUla Jayco ‏          | 717 نقطة  |  |
| 9 | ديمي فوليرينغ       | باركهوتل فالكنبورغ ‏       | 560 نقطة  |  |
| 10 | Mikayla Harvey ‏     | Équipe Paule Ka ‏          | 485 نقطة  |  |

### تصنيف أفضل شاب
| \| تصنيف أفضل شابة \| تصنيف أفضل شابة \| تصنيف أفضل شابة \| تصنيف أفضل شابة \| تصنيف أفضل شابة \| \| المتسابقة \| المتسابقة \| الفريق \| الوقت \| \| \| --------------- \| ----------------------------- \| ------------------------------------------ \| --------------- \| --------------- \| \| 1 \| ليان ليبرت \| فريق سنويب للسيدات [الإنجليزية]‏ \| \| \| \| 2 \| Mikayla Harvey [الإنجليزية]‏ \| Équipe Paule Ka [الإنجليزية]‏ \| \| \| \| 3 \| إليسا بالسامو \| فالكار سيلانس [الإنجليزية]‏ \| \| \| \| 4 \| كيارا كونسوني \| فالكار سيلانس [الإنجليزية]‏ \| \| \| \| 5 \| Évita Muzic [الإنجليزية]‏ \| FDJ–Suez [الإنجليزية]‏ \| \| \| \| 6 \| إيلا هاريس \| كانيون–إس آر إيه إم [الإنجليزية]‏ \| \| \| \| 7 \| Letizia Borghesi [الإنجليزية]‏ \| Aromitalia–Basso Bikes–Vaiano [الإنجليزية]‏ \| \| \| \| 8 \| جولييت لابوس \| فريق سنويب للسيدات [الإنجليزية]‏ \| \| \| |                   |                                |       |  |
| |                   |                                |       |  |
| مصدر: ProCyclingStats |                   |                                |       |  |
| تصنيف أفضل شابة |                   |                                |       |  |
| المتسابقة | المتسابقة         | الفريق                         | الوقت |  |
| 1 | ليان ليبرت        | فريق سنويب للسيدات ‏            |       |  |
| 2 | Mikayla Harvey ‏   | Équipe Paule Ka ‏               |       |  |
| 3 | إليسا بالسامو     | فالكار سيلانس ‏                 |       |  |
| 4 | كيارا كونسوني     | فالكار سيلانس ‏                 |       |  |
| 5 | Évita Muzic ‏      | FDJ–Suez ‏                      |       |  |
| 6 | إيلا هاريس        | كانيون–إس آر إيه إم ‏           |       |  |
| 7 | Letizia Borghesi ‏ | Aromitalia–Basso Bikes–Vaiano ‏ |       |  |
| 8 | جولييت لابوس      | فريق سنويب للسيدات ‏            |       |  |

## تصنيف الفرق

### الفرق حسب النقاط
| \| ترتيب الفرق حسب النقاط \| ترتيب الفرق حسب النقاط \| ترتيب الفرق حسب النقاط \| ترتيب الفرق حسب النقاط \| \| الفريق \| الفريق \| النقاط \| \| \| ---------------------- \| -------------------------------------------- \| ---------------------- \| ---------------------- \| \| 1 \| Lidl–Trek (women's team) [الإنجليزية]‏ \| 2504 نقطة \| \| \| 2 \| ليف ريسينغ [الإنجليزية]‏ \| 1501 نقطة \| \| \| 3 \| إس دي وركس [الإنجليزية]‏ \| 1445 نقطة \| \| \| 4 \| Équipe Paule Ka [الإنجليزية]‏ \| 1400 نقطة \| \| \| 5 \| فريق سنويب للسيدات 2020 [الإنجليزية]‏ \| 1382 نقطة \| \| \| 6 \| FDJ–Suez [الإنجليزية]‏ \| 1338 نقطة \| \| \| 7 \| كانيون إس آر إيه إم راسينغ 2020 [الإنجليزية]‏ \| 1242 نقطة \| \| \| 8 \| Liv AlUla Jayco [الإنجليزية]‏ \| 1168 نقطة \| \| \| 9 \| يو أي أيه تيم [الإنجليزية]‏ \| 963 نقطة \| \| \| 10 \| باركهوتل فالكنبورغ 2020 [الإنجليزية]‏ \| 648 نقطة \| \| |                                  |           |  |
| |                                  |           |  |
| مصدر: ProCyclingStats |                                  |           |  |
| ترتيب الفرق حسب النقاط |                                  |           |  |
| الفريق | الفريق                           | النقاط    |  |
| 1 | Lidl–Trek (women's team) ‏        | 2504 نقطة |  |
| 2 | ليف ريسينغ ‏                      | 1501 نقطة |  |
| 3 | إس دي وركس ‏                      | 1445 نقطة |  |
| 4 | Équipe Paule Ka ‏                 | 1400 نقطة |  |
| 5 | فريق سنويب للسيدات 2020 ‏         | 1382 نقطة |  |
| 6 | FDJ–Suez ‏                        | 1338 نقطة |  |
| 7 | كانيون إس آر إيه إم راسينغ 2020 ‏ | 1242 نقطة |  |
| 8 | Liv AlUla Jayco ‏                 | 1168 نقطة |  |
| 9 | يو أي أيه تيم ‏                   | 963 نقطة  |  |
| 10 | باركهوتل فالكنبورغ 2020 ‏         | 648 نقطة  |  |

## وصلات خارجية
- الموقع الرسمي
- لمحة عن سباق فليش والون للسيدات 2020 على موقع  ProCyclingStats   (برو  سايكلنج  ستاتس) - إحصاءات  محترفي  الدراجات.

- فليش والون للسيدات 2020 على موقع إحصائيات الدراجات الإحترافية (الإنجليزية)